# L'uomo della fortuna (film 1917)
L'uomo della fortuna (The Cinderella Man) è un film muto del 1917 diretto da George Loane Tucker. Tratto dalla commedia The Cinderella Man di Edward Childs Carpenter che debuttò a Broadway il 17 gennaio 1916 all'Hudson Theatre.

## Produzione
Il film fu prodotto da Samuel Goldwyn e venne girato a New York per la Goldwyn Pictures Corporation.

## Distribuzione
Distribuito dalla Goldwyn Distributing Company, il film uscì nelle sale USA il 16 dicembre 1917.

### Date di uscita
- USA	16 dicembre 1917
- Portogallo	12 marzo 1920

Alias
- Grinalda de Amor	Portogallo